# Декрет против коммунизма
«Декрет против коммунизма» — декрет Верховной Священной Конгрегации Священной Канцелярии от 28 июня (1 июля) 1949 г. (утверждён папой Пием XII, опубликован в издании AAS 41(1949)334), которым было формально провозглашено отлучение верующих от Римско-католической церкви за принятие коммунистического учения и его пропаганду, за членство в коммунистической партии, сотрудничество с ней, за чтение и распространение её прессы, на том основании, что коммунизм представляет собой «материалистическое и антихристианское учение», а коммунистические лидеры «и учением, и действиями являют свою враждебность по отношению к Богу, к истинной религии и к Церкви Христовой».
Как пишет профессор Женевского университета Патрик де Лобье, по окончании Второй мировой войны военный и идеологический престиж Советского Союза, разгромившего нацистскую Германию, придал коммунистической идеологии невиданную силу и огромную привлекательность в глазах интеллектуалов и рабочего класса некоторых европейских стран, в том числе Италии и Франции. В 1949 году коммунистические силы одержали победу в многомиллионном Китае. Распространение коммунизма по планете стало явной реальностью. Именно на этом фоне появился «Декрет против коммунизма», ставший своего рода продолжением антикоммунистической энциклики папы Пия XI «Divini Redemptoris» (1937).
Документ сохраняет свою силу до настоящего дня. Он был подтверждён в 1962 году папой римским Иоанном XXIII, отлучившим лидера кубинской революции Фиделя Кастро от церкви за атеистическую политику на Кубе (согласно другим источникам, отлучения не было).

## Отношения между католической церковью и коммунистическими режимами
Документы Святого Престола, касающиеся отношений между церковью и коммунистическими режимами, можно условно разделить на две группы:
- документы, в которых отстаивались права католической церкви, её священников и право на проведение церковных мероприятий;
- документы с осуждением участия верующих в деятельности коммунистических партий и организаций.

15 июля 1948 года газета «L'Osservatore Romano» опубликовала декрет о коммунизме, которым отлучались от церкви те, кто пропагандирует «материалистическое и антихристианское учение коммунизма», что было широко истолковано как отлучение от церкви членов Коммунистической партии Италии, которая, однако, в декрете не упоминалась.
Конгрегация доктрины веры продолжила публикацию осуждений:
- Членство в коммунистической партии, 1 июля 1949 [11]:
- Отлучение от церкви епископа Деше, 18 февраля 1950,[12]
- Членство в молодёжных коммунистических организациях, 28 сентября 1950,[13]
- Присвоение функций церкви государством, 29 июня 1950,[14]
- Незаконные хиротонии епископов со стороны государства, 9 апреля 1951,[15]
- Публикации в пользу тоталитарного коммунизма, 28 июня и 22 июля 1955,[16]

## Критика
Как писал в своей книге «Нравственный счёт» (англ. A Moral Reckoning, The Role of the Catholic Church in the Holocaust and Its Unfulfilled Duty of Repair) американский политолог и историк Дэниэл Голдхаген, «Почему из моральных или практических соображений Пий XII отлучил от церкви в 1949 году всех коммунистов в мире, включая миллионы тех, кто никогда не проливал крови, но не отлучил от церкви ни единого немца или не-немца, служившего Гитлеру, — и даже самого Гитлера, рождённого в католичестве, — как в миллион раз более ревностных палачей еврейского народа? На все эти вопросы хорошего ответа нет».
Западноукраинский писатель-коммунист Ярослав Галан в своем памфлете «Плюю на папу!» остро отреагировал на свое отлучение от церкви 13 июля 1949 года[прояснить], упоминая Декрет: "Единственное мое утешение в том, что я не одинок: вместе со мной папа отлучил по меньшей мере триста миллионов человек, и вместе с ними я еще раз в полный голос заявляю: Плюю на папу!" Памфлет возымел скандальную славу на Западной Украине, а сам писатель вскоре был убит украинскими националистами.